# Fejállomás

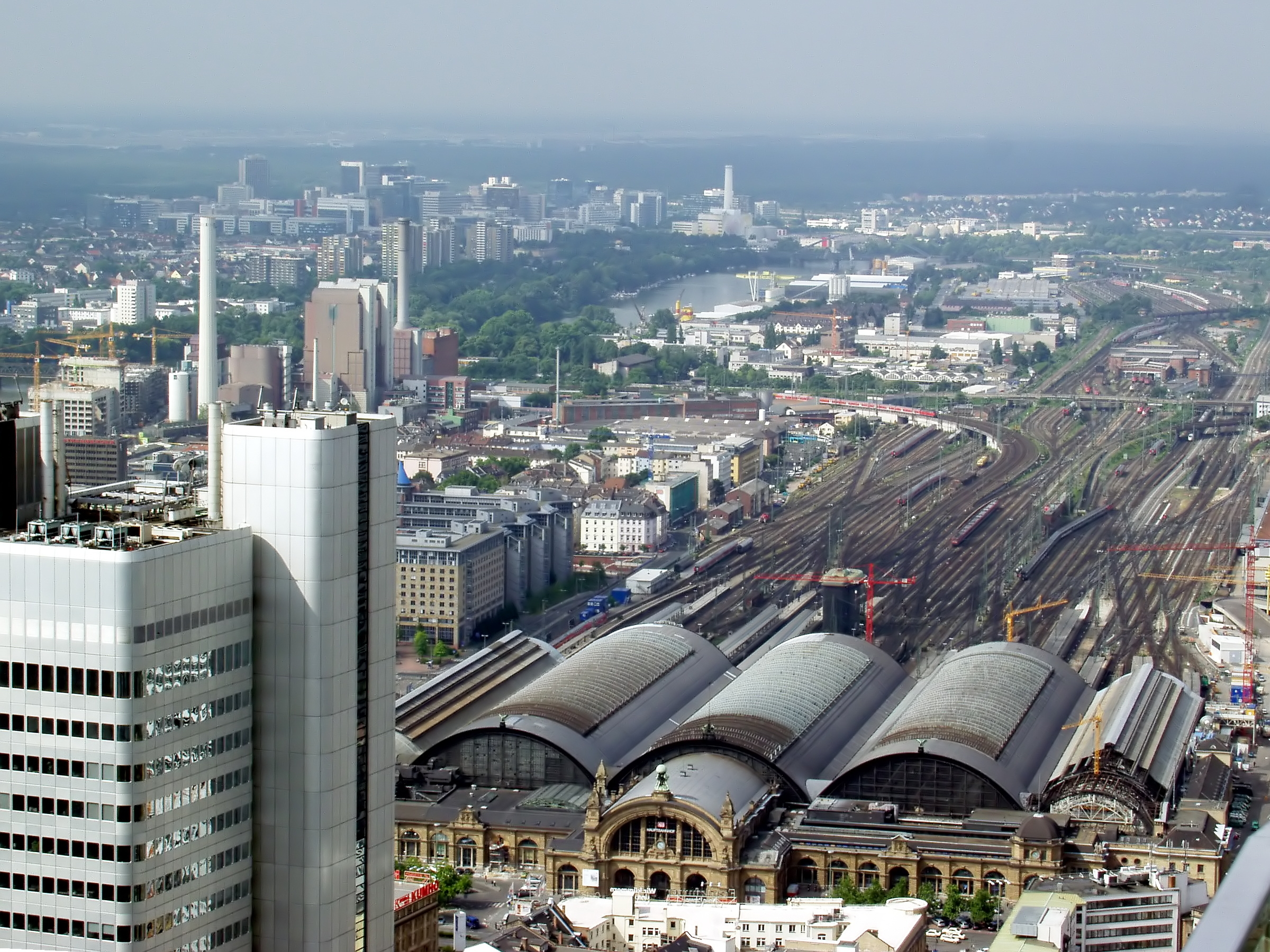
Frankfurt Hauptbahnhof, Németország egyik legnagyobb fejpályaudvara

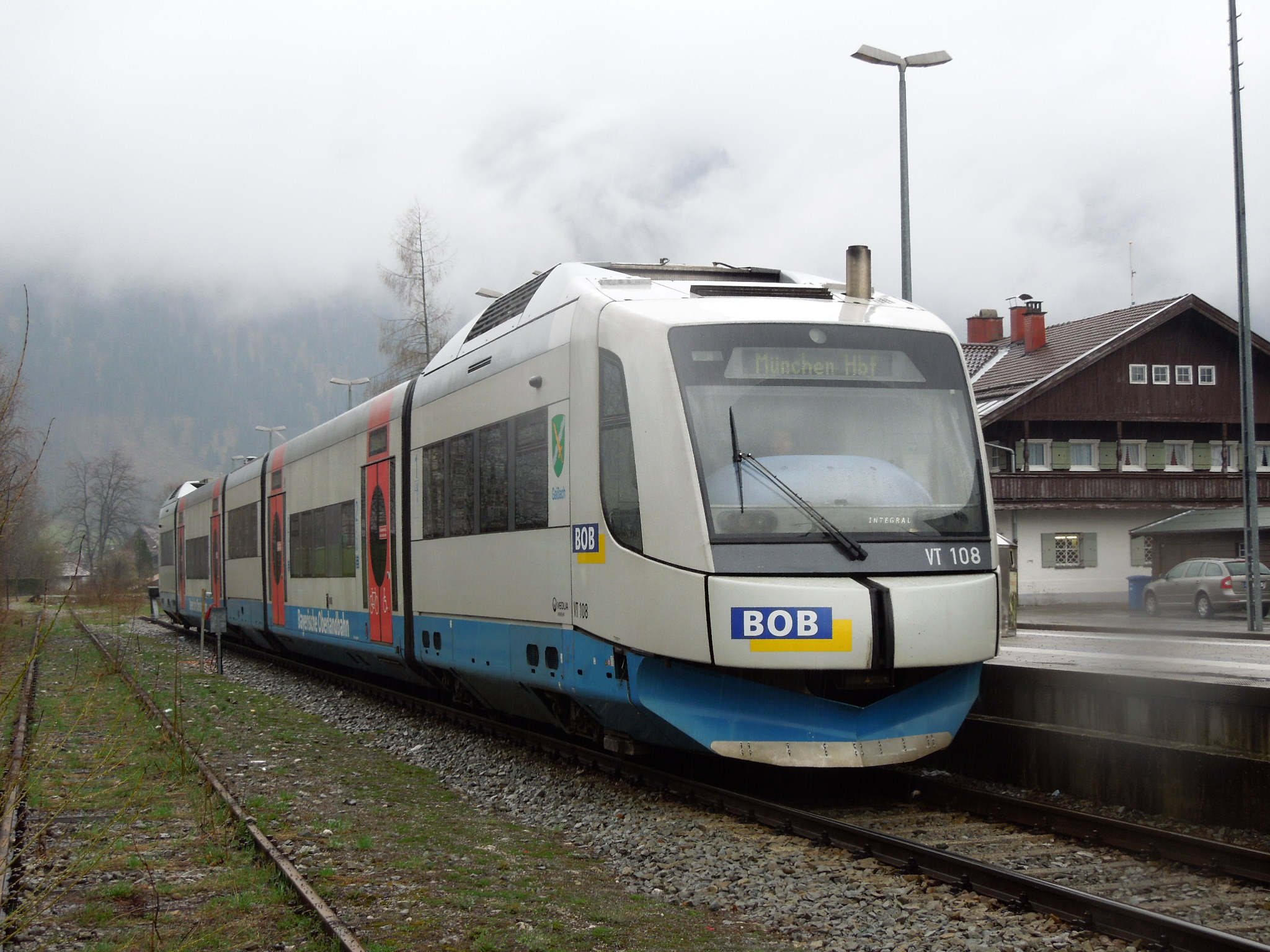
Bayrischzell fejállomása a Bayerische Oberlandbahn egyik vonalán

Fejállomásnak vagy fejpályaudvarnak nevezzük a vasúti közlekedésben azokat a vasútállomásokat, melyekbe csak egy irányból tudnak a vonatok beérkezni. Napjainkban, ahol csak lehetséges és van rá elegendő pénz, ott a korábbi városi fejpályaudvarokat vagy egy új pályaudvarral kiváltják, vagy pedig átépítéssel átmenő állomássá alakítják.

## Története
Míg a vasútvonalak nem alkottak összefüggő hálózatot, szinte mindegyik nagyobb állomás fejpályaudvar volt. Később a vonalak továbbépítésével egyre több alakult át átmenő állomássá. Azonban voltak olyanok, melyek megmaradtak. Ennek oka lehetett a továbbépítéshez szükséges hely hiánya, vagy szándékos elképzelés. Korábban a városvezetők gyakran ragaszkodtak a fejpályaudvarokhoz, mert a korai elképzelés szerint így a vonatok a városba érkeznek, nem pedig csak keresztülhaladnak rajta. Ez napjainkban több nagyvárosnak jelent komoly hátrányt. Így több nagyváros is igyekszik a meglévő fejpályaudvarát átmenővé alakítani.
A modern motorvonatok és a vezérlőkocsis ingavonatok mindkét irányba képesek közlekedni, körüljárás nélkül, így az időveszteség csökkenthető.

## Előnyei és hátrányai
Egy fejpályaudvart könnyebb a városközpontba építeni, azonban azoknak a vonatoknak, amelyeknek nem az adott állomás a végállomása, még motorvonatos vagy vezérlőkocsis üzem esetén is időveszteséget okoz a menetirányváltás, azonban különösen hagyományos mozdonyos vonatok esetén van szükség több vonatmozgatásra. Több párhuzamos vágányra is szükség van (stuttgarti főpályaudvar esetében a jelenlegi 17 vágányos fejpályaudvart egy új 8 vágányos földalatti átmenő pályaudvar fogja kiváltani).

## Jelentősebb fejpályaudvarok Európában

### Magyarország
- Budapest-Keleti pályaudvar
- Budapest-Déli pályaudvar
- Budapest-Nyugati pályaudvar
- Szeged vasútállomás (a második világháborúig átmenő)
- Dévaványa vasútállomás (1971-ig átmenő)
- Józsefvárosi pályaudvar (2005-ben megszűnt)
- Eger vasútállomás
- Esztergomi vasútállomás
- Ózd vasútállomás
- Sármellék vasútállomás (1974-ig átmenő)
- Szilvásvárad vasútállomás (2009-ig átmenő)

### Ausztria
- Wien Westbahnhof
- Wien Südbahnhof – bezárt, helyette épült Wien Hauptbahnhof, ami már átmenő pályaudvar
- Wien Franz-Josefs-Bahnhof
- Salzburg Hauptbahnhof – részben fejpályaudvar volt, de már átépült az összes vágány átmenő vágánnyá

### Németország
- München Hauptbahnhof – az S-Bahn vonatok számára átmenő
- Frankfurt Hauptbahnhof - az S-Bahn vonatok számára átmenő
- Stuttgart Hauptbahnhof – az S-Bahn vonatok számára átmenő
- Leipzig Hauptbahnhof – a Lipcsei városi alagút átadása után átmenő pályaudvarrá vált
- Lindau Hauptbahnhof, ma Bahnhof Lindau-Insel

### Svájc
- Zürichi főpályaudvar – az S-Bahnok számára átmenő
- Luzern Hauptbahnhof

### Csehország
- Praha Masarykovo nádraží

### Olaszország
- Milano Centrale
- Napoli Centrale
- Palermo Centrale
- Roma Termini
- Venezia Santa Lucia
- Firenze S. Maria Novella